# Edith Stein
(Teresa Benedetta della Croce)
Edith Stein, in religione Teresa Benedetta della Croce, (Breslavia, 12 ottobre 1891 – Auschwitz, 9 agosto 1942) è stata una monaca cristiana, filosofa e mistica tedesca dell'Ordine delle Carmelitane Scalze, vittima della Shoah. Di origine ebraica, si convertì al cattolicesimo dopo un periodo di ateismo che durava dall'adolescenza. Venne arrestata nei Paesi Bassi dai nazisti e rinchiusa nel campo di concentramento di Auschwitz-Birkenau dove, insieme alla sorella Rosa, terziaria carmelitana scalza, nel 1942 venne trucidata. Nel 1998 papa Giovanni Paolo II la proclamò santa e l'anno successivo la dichiarò patrona d'Europa.

## Biografia

### Infanzia e primi studi
Edith Stein nacque a Breslavia, che all'epoca era ancora una città tedesca, il 12 ottobre 1891 da Sigfrido e Augusta Courant, entrambi ebrei. Possedevano un'attività commerciale di legname, prima a Lubliniec e poi a Breslavia, dove appunto nacque Edith, ultima delle cinque figlie e dei due figli della famiglia Stein-Courant, la quale nel luglio del 1893 si vide improvvisamente privata del capofamiglia, morto per insolazione, come narra la stessa Edith. Fu Augusta dunque a sobbarcarsi l'impegno di sfamare la numerosa prole prendendo personalmente le redini dell'azienda. Ella divenne una figura molto cara a Edith, che nelle sue memorie familiari la ricorda spesso come una donna instancabile e coriacea, forte di carattere e parecchio abile negli affari.
Dal 12 ottobre 1897 la piccola Edith cominciò la scuola, distinguendosi presto come bambina dall'intelligenza acuta e precoce. La sorella Erna la definì “straordinariamente pronta d'ingegno”. Concluse le elementari, proseguì con i corsi ginnasiali. Fra i 15 e i 16 anni prese la ferma decisione di non frequentare più la scuola preferendo trasferirsi ad Amburgo presso la sorella Elsa, dove rimase per circa un anno, trascorso principalmente nell'assidua lettura di libri di letteratura antica e moderna nonché di filosofia, la quale già in quel periodo cominciava ad attirare le sue attenzioni e il cui studio presto l'avrebbe condotta ad un dichiarato ateismo. Ricredutasi riguardo al proprio percorso scolastico, decise di intraprendere un esame da privatista per recuperare il tempo perduto e riprendere così le compagne all'ultimo anno scolastico della maturità, su consiglio del cugino Richard Courant. Obiettivo che raggiunse pienamente.

### Gli studi universitari e l'influenza di Edmund Husserl

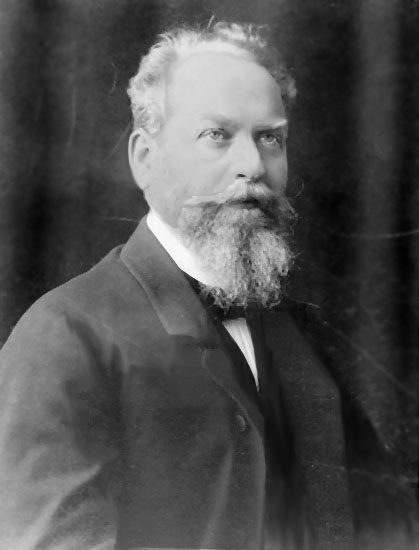
Edmund Husserl

Il 3 marzo 1911 Edith sostenne e superò anche l'esame finale di maturità. Proseguì quindi gli studi presso l'università di Breslavia, ritrovandosi spesso ad essere l'unica ragazza in una classe composta esclusivamente di maschi. I professori notarono ben presto le sue straordinarie doti intellettuali; nonostante ciò l'ambiente di Breslavia risultò ben presto inadatto alla sua sete di conoscenza. Attratta dalle teorie di Edmund Husserl, di cui aveva già letto Ricerche logiche, decise di intraprendere il percorso di studi presso l'università di Gottinga dove il celebre fenomenologo teneva le sue lezioni. Giunta a Gottinga nell'aprile del 1913, conobbe e si guadagnò la stima di alcuni fra i più famosi filosofi del periodo, da Adolf Reinach a Max Scheler allo stesso Husserl, il quale le suggerì di fare con lui la tesi di laurea: tema, l'empatia. Fu un lavoro estenuante per il quale spese tempo ed energie considerevoli.

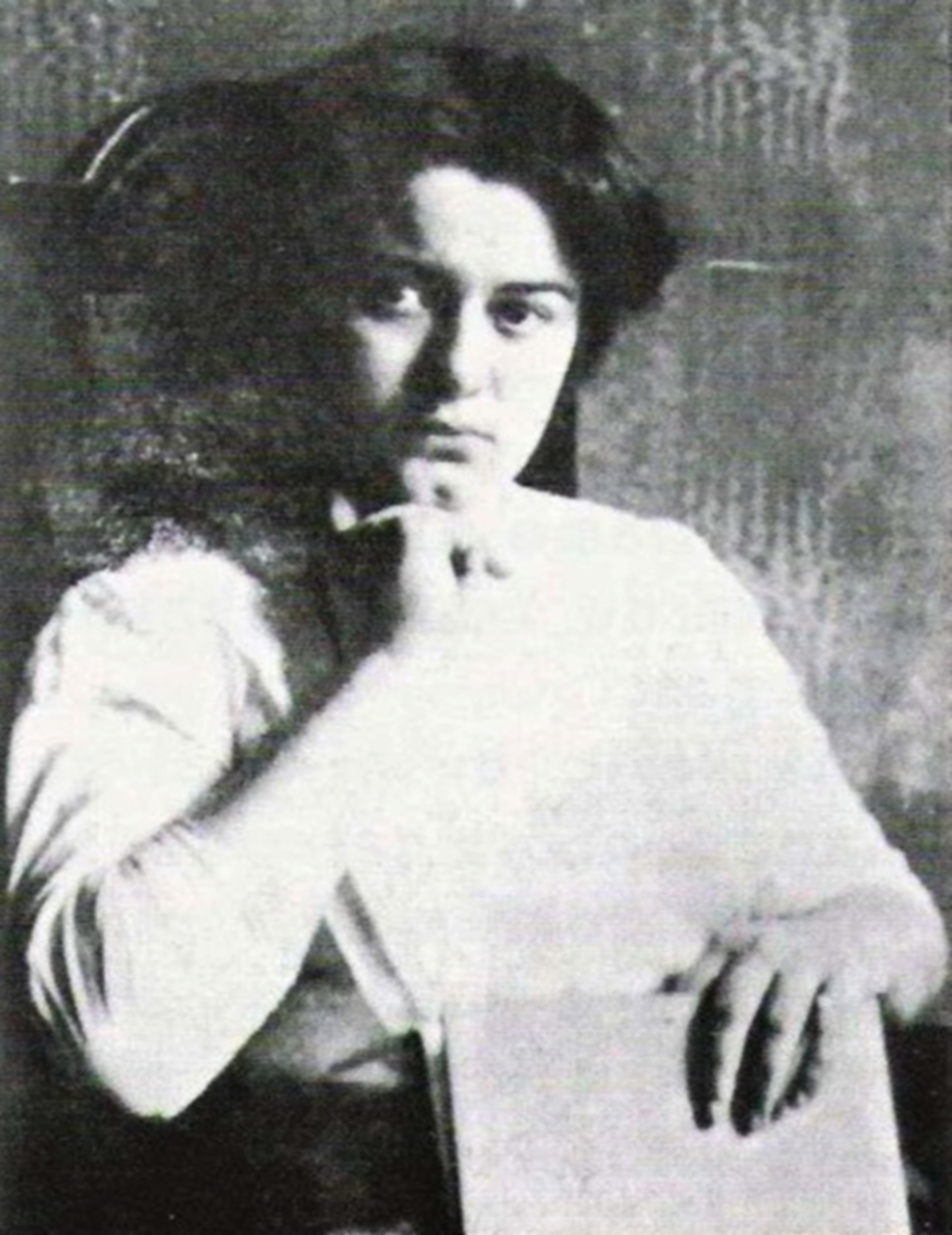
Edith Stein (circa 1913-1914) durante il suo periodo da studentessa a Breslavia

Il 30 luglio 1914 le lezioni furono sospese a causa di quella che sarebbe presto divenuta la prima guerra mondiale ed Edith, tornata a Breslavia, chiese all'ospedale di Tutti i santi d'essere assunta come infermiera volontaria ed essere mandata ad assistere in prima linea. Fiaccata però da una terribile influenza, dovette rimanere chiusa in casa dove, riveduti i propri appunti universitari, poté sostenere l'ultimo esame in presenza di Husserl nel gennaio 1915 dopo la riapertura delle università: il risultato fu maxima cum laude. Tornata nuovamente al volontariato, raggiunse nell'aprile del 1915 Mahrisch-Weisskirchen nella zona dei Carpazi, dove la guerra imperversava con violenza, per occuparsi dei malati di tifo.
In patria riprese i contatti con Husserl e cominciò a guadagnarsi da vivere facendo la supplente di lingue classiche a Breslavia, pur continuando la sua tesi di dottorato che, conclusa, raggiunse i tre tomi. E proprio a Friburgo, dove aveva raggiunto il filosofo, difese eccellentemente la sua tesi con il voto più alto. Fu allora che propose ad Husserl di divenire sua assistente: aveva solo venticinque anni quando si trasferì a Friburgo per porsi al servizio del fenomenologo. Quale sua fedele interprete, preparò per la stampa La coscienza del tempo, raccogliendo e rendendo leggibili gli appunti del maestro. Ma il suo vero desiderio era quello di realizzare una propria opera: “L'attività di assistente – scrisse – peraltro mi occupa tanto che non mi è possibile dedicarmi a un lavoro personale intenso e indisturbato”.
Non trascorse molto tempo che l'impegno di Edith quale assistente di Husserl, seppur onorifico, non le fu più sostenibile. Fu così che nel febbraio 1918 rinunciò all'incarico per dedicarsi alla propria carriera lavorativa e filosofica.

#### L'esperienza empatica
Per accorgersi dell'errore è necessaria l'apertura empatica all'altro: attraverso un più profondo atto di empatia è possibile comprendere qualcosa che prima era sfuggito a causa delle attese o dei preconcetti. Stein divide il processo empatico in tre fasi:
- emersione del vissuto: lettura di un'espressione emotiva sul volto di qualcuno (riprendendo la tesi di Max Scheler sulla percezione diretta dell'espressività altrui esposta nella prima edizione del Sympathiebuch del 1913);
- esplicitazione riempiente: l'oggetto del vissuto è lo stato d'animo dell'altro con il quale ci si immedesima, accogliendolo quindi dentro di sé;
- oggettivazione comprensiva del vissuto esplicitato: l'attenzione è rivolta allo stato d'animo dell'altro, colto come vissuto altrui tramite una distanza arricchita dalla consapevolezza dello stato precedente. Perché ci sia davvero uno stato empatico devo "far posto": dopo essersi immedesimati è necessario compiere un passo indietro e guardare quello stato d'animo come un oggetto.

### La conversione

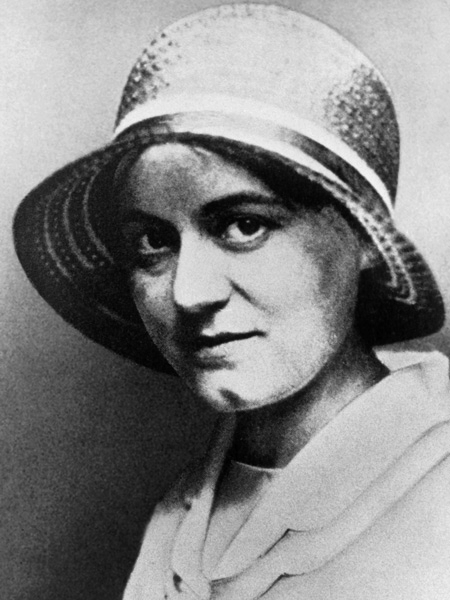
Edith Stein nel 1920

Edith Stein diventò membro della facoltà a Friburgo. In questi anni si dedicò anche all'attività politico-sociale, impegnandosi nel Partito Democratico Tedesco (DDP) a favore del diritto di voto alle donne e al ruolo nella società della donna che lavora. Nonostante avesse già avuto contatti con il cattolicesimo, rimase sconvolta da una donna "qualsiasi" che con i sacchetti della spesa era entrata in una chiesa per pregare; questo avvenimento segnò l'inizio del suo cammino di avvicinamento alla fede cattolica (aveva compreso che Dio lo si può pregare in qualsiasi momento, avendo con Lui un rapporto personale) ma fu solo dopo aver letto l'autobiografia della mistica santa Teresa d'Avila, durante una vacanza nel 1921, che abbandonò formalmente l'ateismo e si convertì.
Battezzata il 1º gennaio 1922 a Bad Bergzabern, andò ad insegnare presso due scuole domenicane per ragazze a Spira (1923-1931). Durante questo periodo, già indirizzata alla vita di clausura, si accostò alla filosofia tomistica, traducendo le Quaestiones disputatae de veritate di san Tommaso d'Aquino in tedesco. La sua vita fu scandita da preghiera, insegnamento, vita comune con le allieve e studio personale. Nel 1931 divenne lettrice all'Istituto di pedagogia scientifica a Münster, ma le leggi razziali del governo nazista la obbligarono a dimettersi nel 1933.

### L'opposizione al nazismo
Il 12 aprile 1933, alcune settimane dopo l'insediamento di Hitler al cancellierato, Edith Stein scrisse a Roma per chiedere a papa Pio XI e al suo segretario di stato - il cardinale Pacelli, già nunzio apostolico in Germania e futuro papa Pio XII - di non tacere più e di denunciare le prime persecuzioni contro gli ebrei.

### L'esperienza del Carmelo
Realizzando un desiderio che da tempo portava nel cuore, Edith Stein entrò nel monastero carmelitano a Colonia nel 1934 e prese il nome di Teresa Benedetta della Croce. Lì scrisse il suo libro metafisico Endliches und ewiges Sein ("Essere finito ed Essere eterno") con l'obiettivo di conciliare le filosofie di Tommaso d'Aquino e di Husserl. Per proteggerla dalla minaccia nazista, il suo ordine la trasferì al convento carmelitano di Echt nei Paesi Bassi. Lì scrisse Kreuzeswissenschaft. Studie über Johannes vom Kreuz ("La scienza della croce. Studio su Giovanni della Croce").

### Vittima della Shoah
Edith non era al sicuro neanche nei Paesi Bassi: la conferenza dei vescovi olandesi il 20 luglio 1942 fece leggere in tutte le chiese del paese una lettera contro il razzismo nazista. In risposta, il 26 luglio Adolf Hitler ordinò l'arresto di tutti gli ebrei anche convertiti (che fino a quel momento erano stati risparmiati). Edith e sua sorella Rosa, pure lei convertita, vennero catturate e internate nel campo di transito di Westerbork prima di essere trasportate al campo di concentramento di Auschwitz, dove furono uccise nelle camere a gas il 9 agosto 1942; i corpi di entrambe vennero poi bruciati nei forni crematori del campo.
Alcune ore prima che la Stein fosse deportata al campo di concentramento di Auschwitz, vergò un biglietto per la madre priora, recante la scritta "Ave crux, Spes unica" ("Ti saluto, Croce, nostra unica speranza").
Nel 2024 la rivista cattolica Humanitas ha dedicato alla figura di Edith Stein un numero monografico doppio, con introduzione di Francesco Alfieri, nel quale si rivela l'esistenza di nuovi documenti che posticiperebbero la morte di Edith Stein all'anno 1943.

## Elevazione agli altari

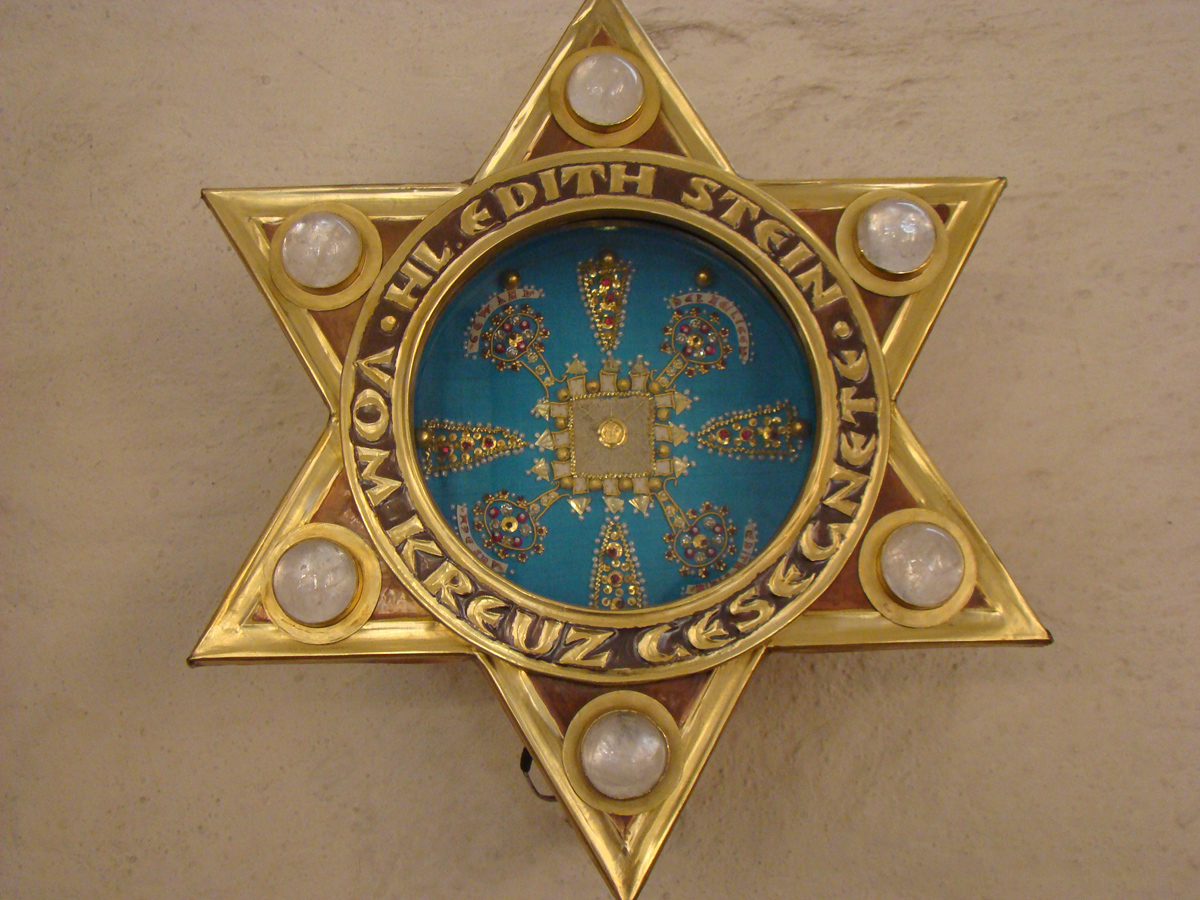
Reliquia dell'abito di Edith Stein nella cattedrale di Spira

Con la sua beatificazione celebrata nello Stadio di Köln-Müngersdorf da papa Giovanni Paolo II, il 1º maggio del 1987, la Chiesa cattolica volle onorare, per esprimerlo con le parole dello stesso pontefice, "una figlia d'Israele, che durante le persecuzioni dei nazisti è rimasta unita con fede ed amore al Signore Crocifisso, Gesù Cristo, quale cattolica ed al suo popolo quale ebrea".
La decisa volontà di Giovanni Paolo II - che in gioventù era appartenuto a quella componente del cattolicesimo polacco che aveva ereditato dalla dominazione austriaca di Cracovia le tradizioni di tolleranza asburgica verso la minoranza ebraica, e che indicò sempre lo sterminio antisemita come un abisso dell'umanità - sormontò anche l'ostacolo canonico a dichiararla santa, cioè la ricerca di un miracolo compiuto in vita ovvero la dichiarazione del martirio per la fede. Con l'affermazione che la persecuzione subita nel campo di sterminio - che portò alla sua morte - era patita per la sua testimonianza della fede (affermazione dalle conseguenze teoriche assai ampie, sulla natura anticristiana del nazismo e sul fatto che si può affermare la fede cattolica anche rifiutando di sottrarsi a una persecuzione razziale), Edith Stein fu canonizzata dallo stesso Giovanni Paolo II l'11 ottobre 1998 in Piazza San Pietro.
Il 1º ottobre 1999 il papa la nominò anche "compatrona" d'Europa (assieme alle sante Caterina da Siena e Brigida di Svezia) affermando che: «Teresa Benedetta della Croce ... non solo trascorse la propria esistenza in diversi paesi d'Europa, ma con tutta la sua vita di pensatrice, di mistica, di martire, gettò come un ponte tra le sue radici ebraiche e l'adesione a Cristo, muovendosi con sicuro intuito nel dialogo col pensiero filosofico contemporaneo e, infine, gridando col martirio le ragioni di Dio e dell'uomo nell'immane vergogna della "shoah". Ella è divenuta così l'espressione di un pellegrinaggio umano, culturale e religioso, che incarna il nucleo profondo della tragedia e delle speranze del Continente europeo».

## Il Premio Edith Stein
Il Premio Edith Stein viene assegnato ogni due anni a persone, associazioni o istituzioni che si sono distinte a livello internazionale per il loro impegno sociale, politico o civile. Il premio consiste in una medaglia con l'iscrizione Unsere Menschenliebe ist das Maß unserer Gottesliebe ("Il nostro amore per l'uomo è la misura del nostro amore per Dio") e in una somma di 5.000 euro. Il premio viene assegnato dal Curatorio del circolo Edith Stein di Gottinga, di cui fanno parte sia la Chiesa evangelica, sia la Chiesa cattolica che l'associazione per la collaborazione ebraico-cristiana.
Premiati:
- 1995 Eduard Lohse
- 1997 Joop Bergsma
- 1999 Leonore Siegele-Wenschkewitz
- 2001 Maximilian-Kolbe-Werk e. V.
- 2003 Bruno-Hussar-Stiftung
- 2005 Josef Homeyer
- 2007 Schwesterncommunität der Christusbruderschaft Selbitz (Sorelle della Comunità di Cristo di Selbitz)
- 2009 Karoline Mayer
- 2011 Henry G. Brandt
- 2013 Rita Süssmuth
- 2015 Norbert Trelle e Migrationszentrum für Stadt und Landkreis Göttingen (Centro Immigrazione per la città ed il Circondario di Gottinga)
- 2017 Studium in Israel e.V. e Abbazia della Dormizione di Gerusalemme
- 2019 Thomas Buergenthal

## Opere
- Zum Problem der Einfühlung (dissertazione), Halle 1917
- Potenz und Akt (Habilitationsschrift) 1931
- Endliches und ewiges Sein (scritto nel 1937) pubblicazione postuma: Herder Verlag, Freiburg im Breisgau 1950
- Kreuzeswissenschaft. Studie über Johannes vom Kreuz nuova edizione: Herder Verlag, Freiburg im Breisgau 2003

## Opere artistiche su Edith Stein
Alla vita di Edith Stein è stata dedicata l'opera in musica per orchestra, cantante solista, voce recitante e coro A piedi scalzi. La figura della filosofa e teologa ha altresì ispirato il poema sinfonico per organo in due movimenti Edith Stein (2005), della compositrice contemporanea Carlotta Ferrari, eseguito all'organo da Carson Cooman.
Il compositore italiano Niccolò Castiglioni scrisse Liedlein per coro di voci bianche e strumenti su testi di Edith Stein (1991 e due anni dopo in una seconda versione per coro femminile e piccola orchestra).
Nel 1990, Juri Camisasca ha scritto un brano, Il carmelo di Echt (inserito nell'omonimo album, Il carmelo di Echt del 1991), cantato dallo stesso autore e, successivamente, da Giuni Russo (in Signorina Romeo Live e Morirò d'amore) e Franco Battiato (in Fleurs 2).
La vita di Edith Stein è raccontata nel film La settima stanza (1995) diretto da Márta Mészáros e nel film A Rose in Winter (2018) diretto da Joshua Sinclair.
Nel 2015 il 28 maggio al Caffè letterario di Roma, l'artista Antonello Morsillo nella conferenza Edith Stein conversazioni in mostra fra arte e filosofia con la filosofa Angela Ales Bello  presenta la tela La Mistica della Croce omaggio ad Edith Stein- L'opera sarà pubblicata anche nel libro della filosofa Assonanze e dissonanze.